# Amanita frostiana
Amanita frostiana (рус. Мухомор Фроста) — гриб семейства мухоморовые (Amanitaceae). Включён в подрод Amanita рода Amanita.

## Биологическое описание
Шляпка 2—8 см в диаметре, выпуклой, затем широко-выпуклой и плоской формы, с гладкой жёлто-оранжевой, в центре иногда ярко-оранжевой поверхностью, покрытой жёлтыми бородавками — остатками общего покрывала.
Гименофор пластинчатый, пластинки свободные, часто расположенные, светло-кремового цвета.
Ножка 4,5—9,5 см длиной и 0,5—1 см толщиной, белая, с заметным неопадающим кольцом, в нижней части с кольцевидно расположенными бородавками.
Споровый порошок белого цвета. Споры 7,5—12,5×7,5—11,5 мкм, неамилоидные, обычно почти шаровидной формы.

## Экология и ареал
Amanita frostiana произрастает в смешанных лесах восточной Северной Америки.

## Сходные виды
- Amanita subfrostiana Zhu L.Yang, 1997